# 旋刺寄居蟹
旋刺寄居蟹（学名：Spiropagurus spiriger）为寄居蟹科旋刺寄居蟹屬下的一个种。